# Décoration du Lys
 (décembre 2023).
Si vous disposez d'ouvrages ou d'articles de référence ou si vous connaissez des sites web de qualité traitant du thème abordé ici, merci de compléter l'article en donnant les références utiles à sa vérifiabilité et en les liant à la section « Notes et références ».

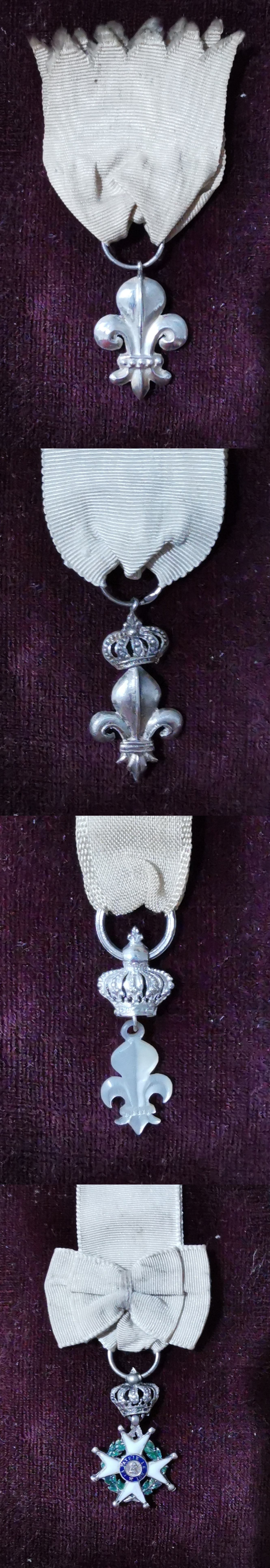
Décoration du Lys

La décoration du Lys a été créée en 1814 en faveur de la garde nationale de Paris.

## Historique et modalités d'attribution

### Contexte historique
Depuis fin 1813, les armées françaises se battent sur leur propre sol : c’est la campagne de France. Napoléon Ier termine son règne par une série de victoires à la Pyrrhus qui ne sauve pas son empire et le mène à son abdication le 5 avril 1814.
Dans un Paris occupé par les coalisés, la Garde Nationale assure l’ordre public en arborant la cocarde blanche, abandonnant ainsi le tricolore révolutionnaire. C’est sur ce corps d’armée que les Bourbons choisissent de s’appuyer pour leur retour au pouvoir, délaissant ainsi les armées impériales et leurs officiers jugés encore trop peu fiables.

### Création de la décoration du Lys
Le 3 mai 1814, le roi Louis XVIII arrive dans la capitale, accompagné de son frère Charles de France, comte d’Artois, futur Charles X. C’est alors que commencent à circuler dans un Paris rassuré et apaisé des petites médailles à l’effigie du nouveau roi et à fleurs de lys, suspendues par des rubans blancs.
Un ordre du jour du comte d’Artois créa, le 26 avril 1814, la décoration du Lys en faveur de la garde nationale de Paris : « un signe perpétuel des services qu’elle a rendus, soit lorsque après avoir combattu pour ses foyers et, chargée seule dans la nuit du 30 mars de la garde et de la sûreté de Paris, elle a conservé au roi sa capitale et à tant de familles leurs biens, la vie et l’honneur soit, lorsqu’en occupant outre ses postes ceux de la troupe de ligne, elle a offert l’exemple du dévouement et du sacrifice, soit, enfin, quand malgré ce pénible service elle a fait celui de la maison militaire du roi et donné à la famille royale la satisfaction de n’être, pour sa garde, environnée de français. »
Par ordre du jour, le 9 mai 1814, le roi Louis XVIII approuve la création de la décoration du Lys en l’étendant à l’ensemble des gardes nationales de France. Elle était remise aux gardes nationaux après avoir prêté le serment suivant : « Je jure fidélité à Dieu et au Roi pour toujours. » L'attribution de la décoration du Lys entraînait la remise d'un brevet officiel.
Assurant à la nouvelle monarchie la fidélité de l'élite sociale grâce à ce simple honneur, l'attribution de la décoration du Lys est sans cesse étendue, et elle se répand rapidement très largement dans toutes les régions de France, puisque des délégations de pouvoir furent données successivement aux généraux, aux ministres, aux préfets et enfin aux maires…

### Bénéficiaires
- Ordonnance du 26 avril 1814 : la décoration du Lys récompense les troupes de la garde nationale de Paris « officiers, sous-officiers, grenadiers ou chasseurs qui justifiaient d'avoir bien fait leur devoir ».
- Ordonnance du 9 mai 1814 : l'attribution de la décoration du Lys est étendue à l'ensemble des gardes nationales de France.

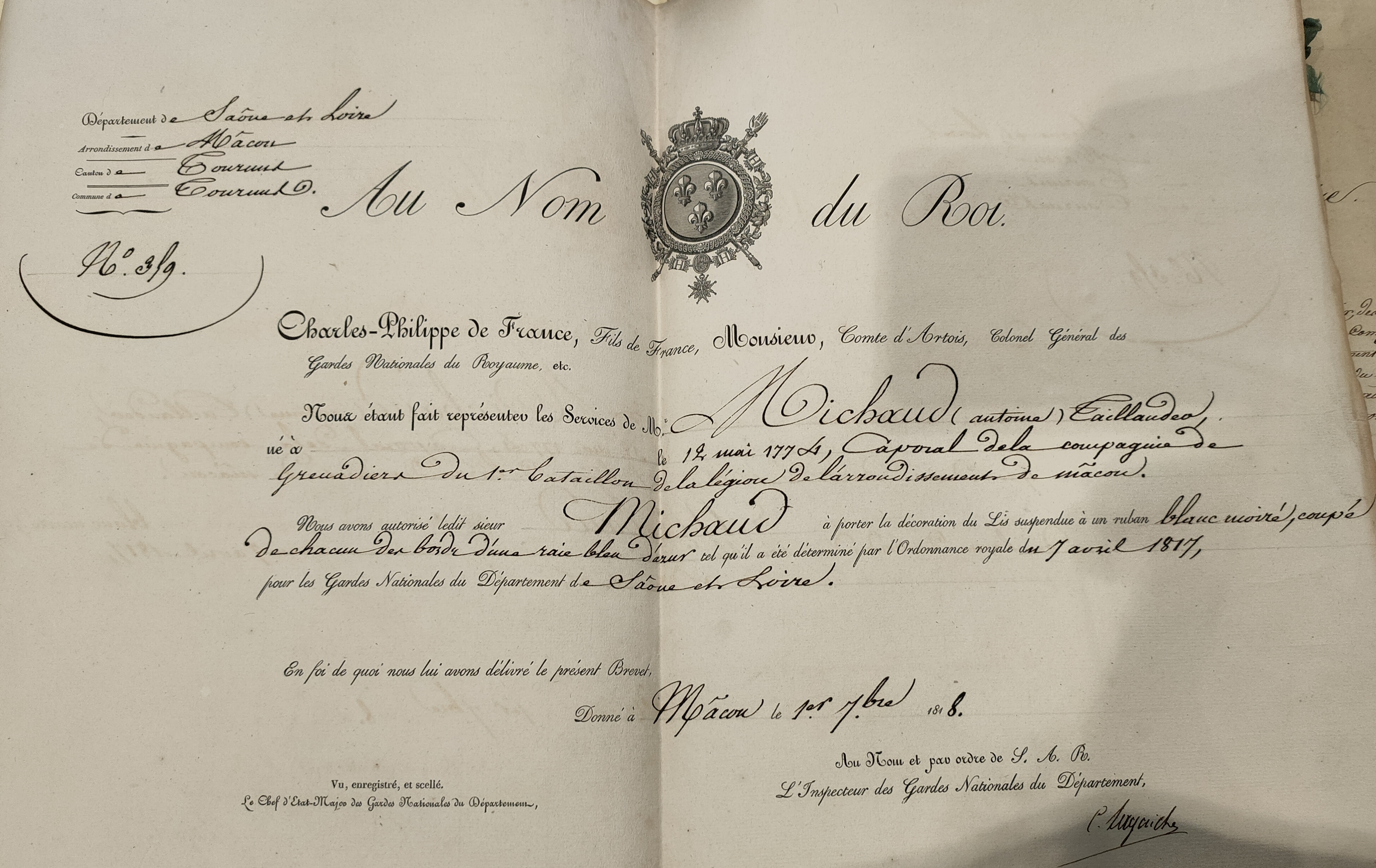
Décoration du Lys Antoine MICHAUD 1817

Elle fut décernée également aux fonctionnaires des diverses administrations, aux notables, aux membres de la députation, aux officiers supérieurs et généraux, etc.
Les lycéens méritants, dès la remise des prix de l'année scolaire 1813-1814, se virent également décerner la décoration du Lys : Honoré de Balzac, élève de 3e au lycée de Tours, la reçut le 5 septembre 1814 (voir Balzac, Correspondance, t.I, Bibliothèque de la Pléiade, p. 5), Louis Marie du Couëdic put en 1815 porter la « croix du lys » à partir de cinq ans en souvenir de la mort héroïque de son père.

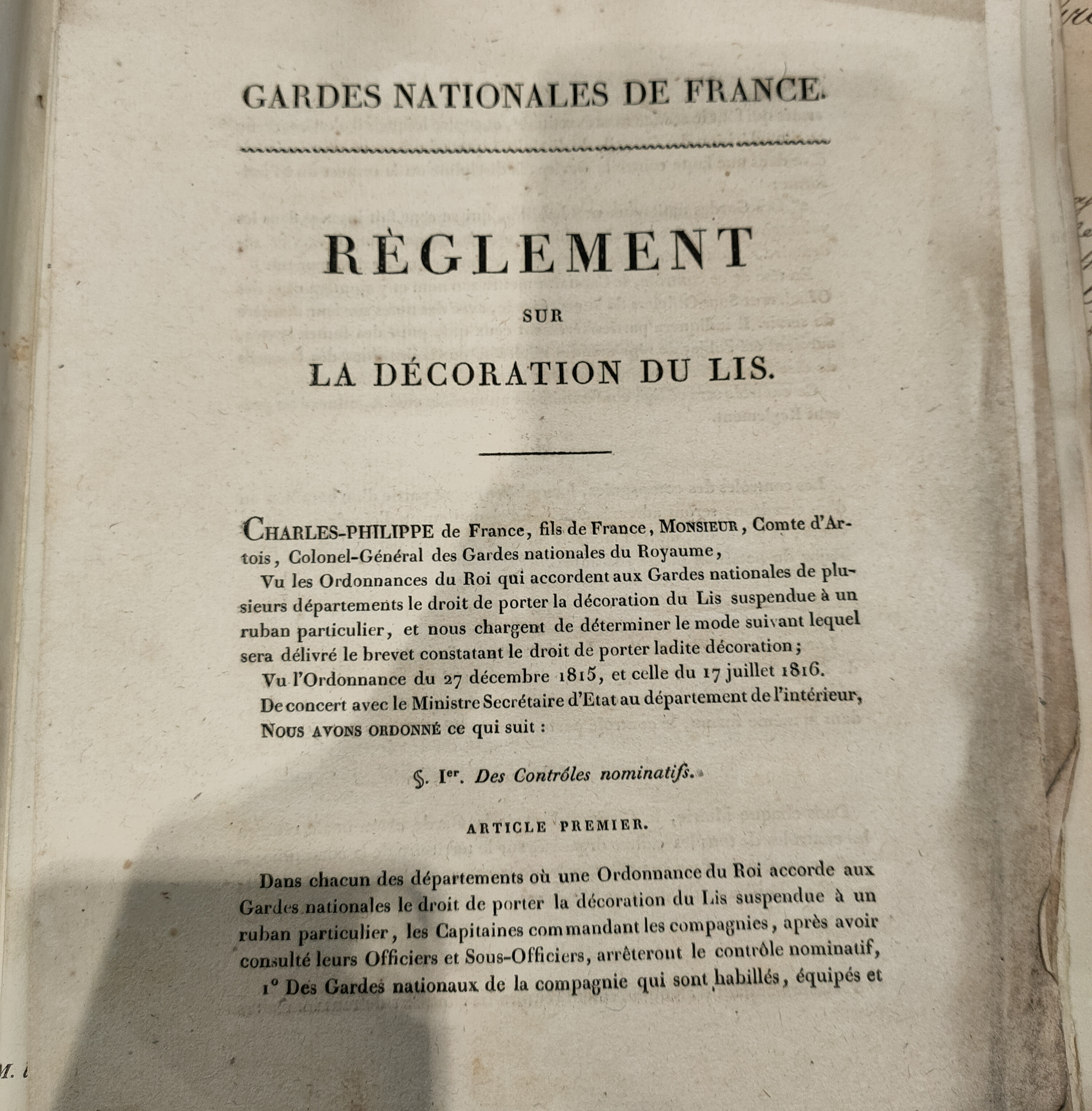
Règlement sur la décoration du Lys
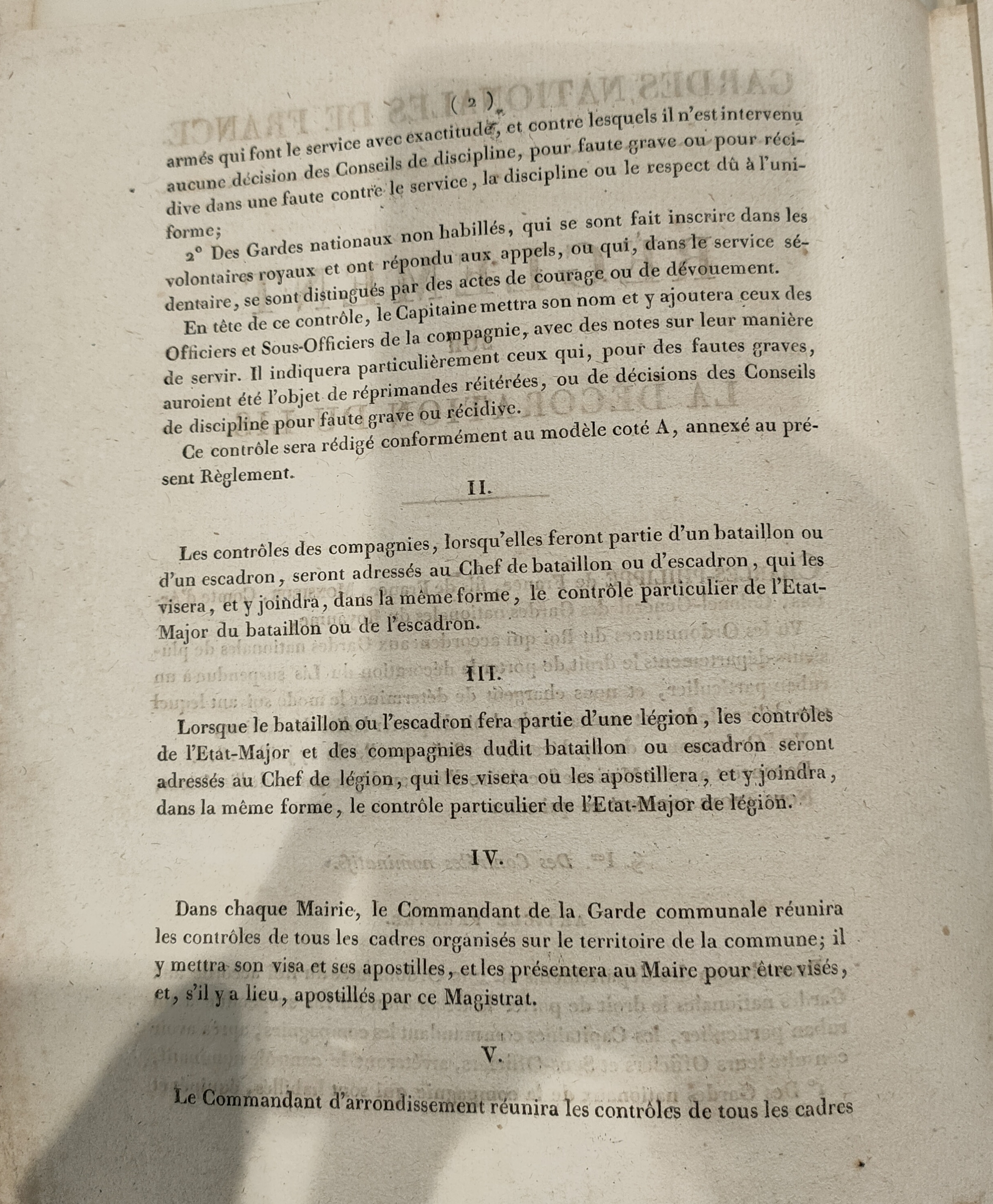
Règlement sur la déclaration du Lys
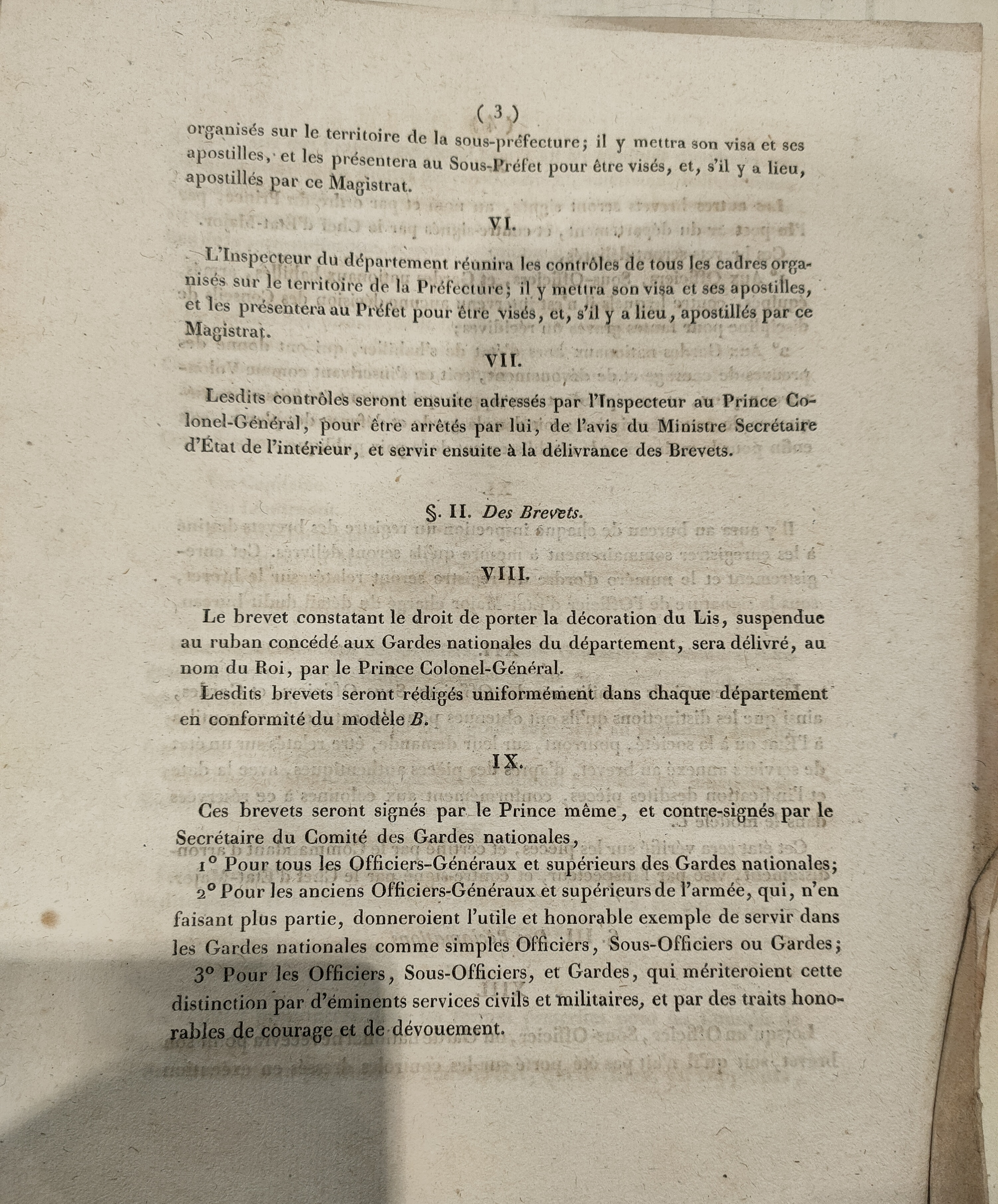
Règlement sur la déclaration du Lys
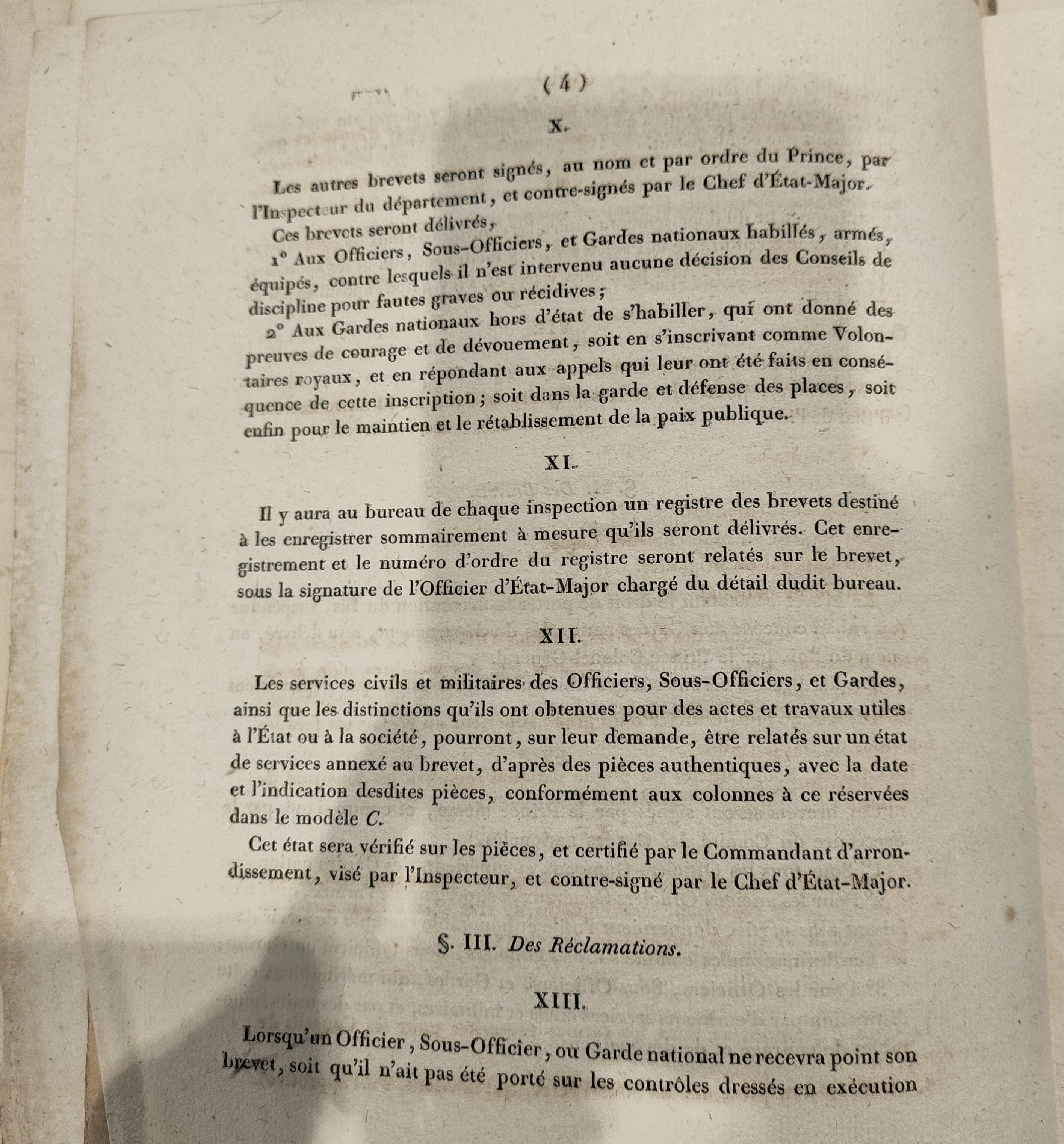
Règlement sur la déclaration du Lys
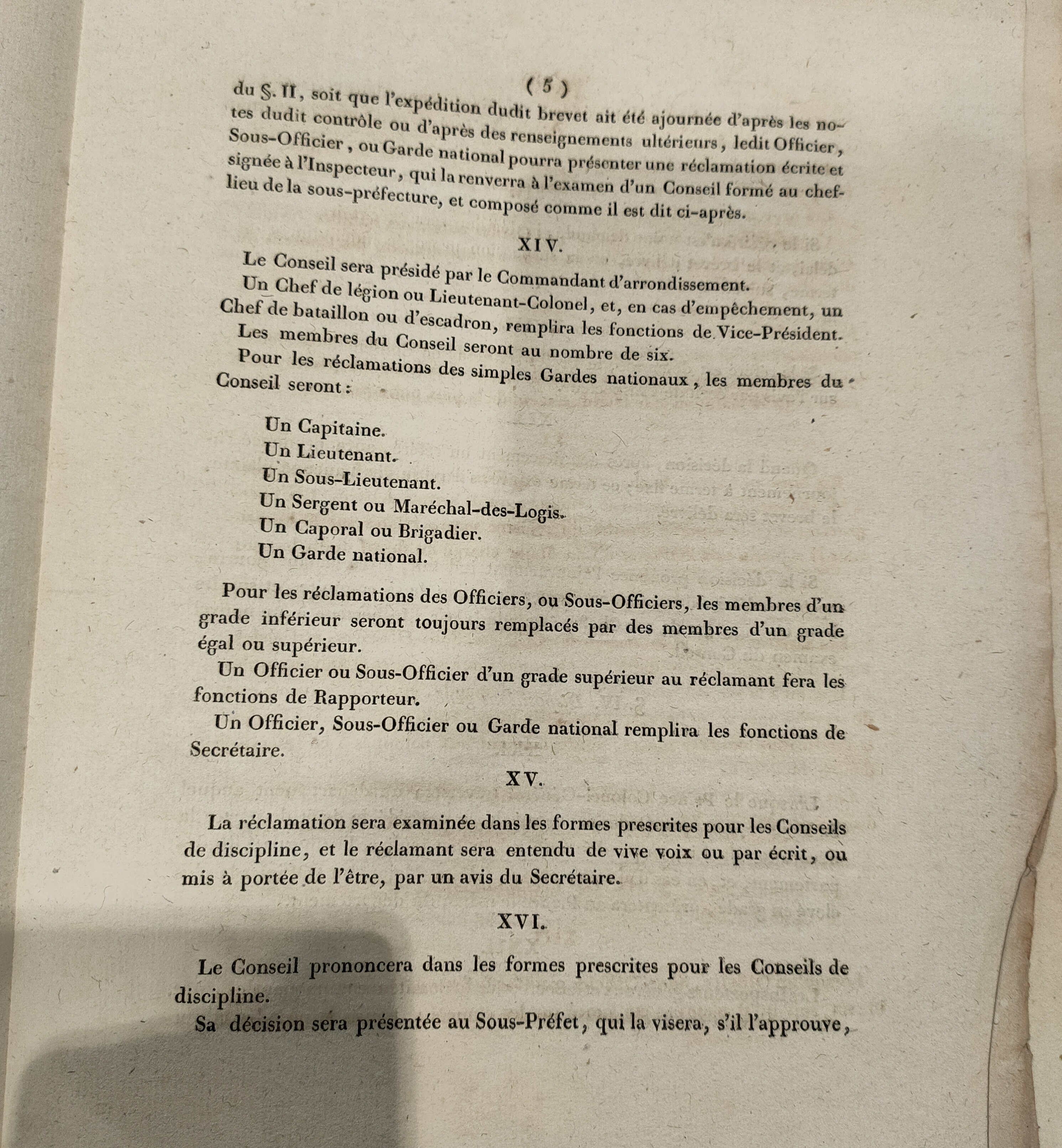
Règlement sur la déclaration du Lys
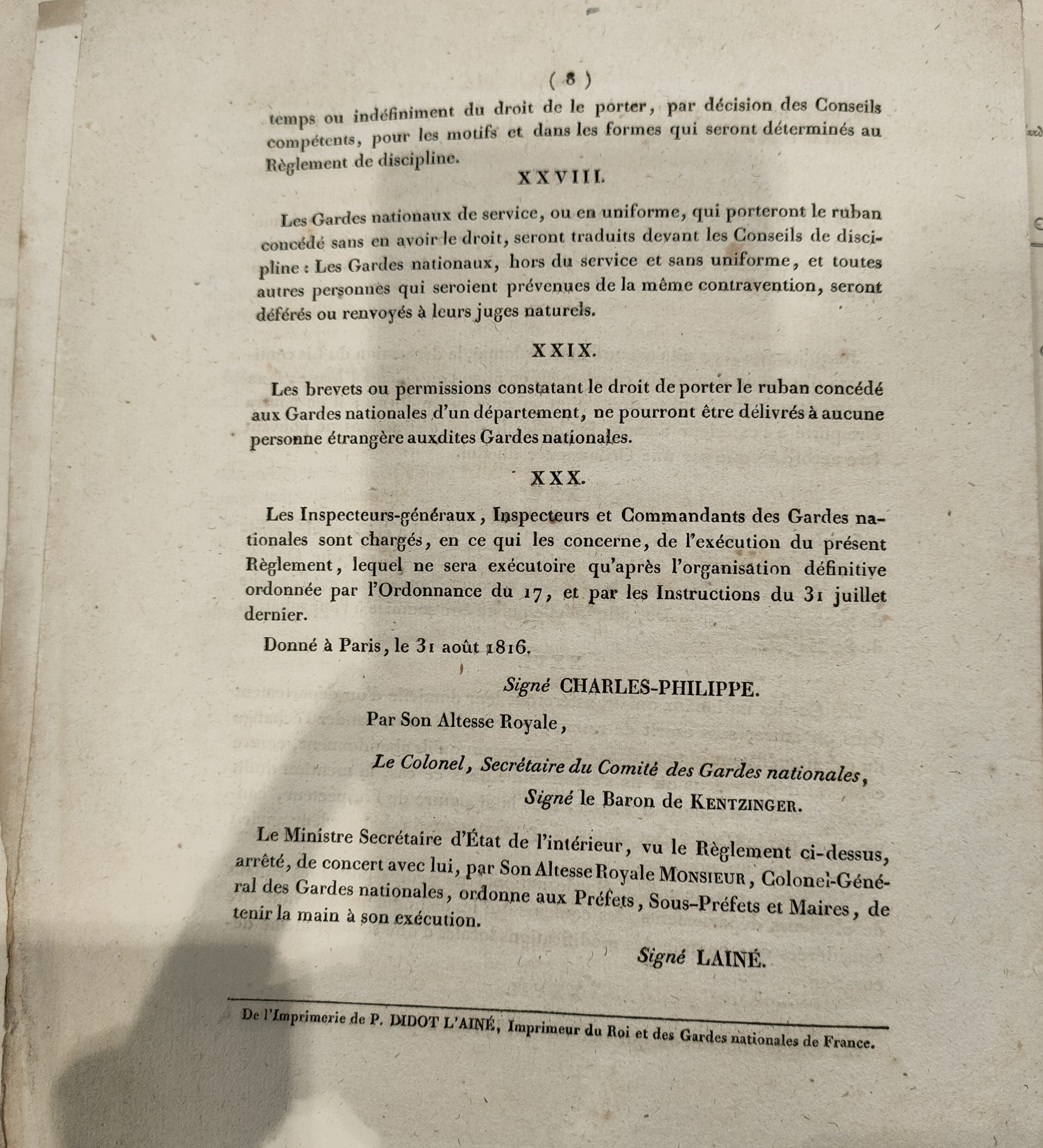
Règlement sur la déclaration du Lys

### Extinction
Interdite pendant les Cent-Jours, puis remise à l'ordre du jour lors de la Seconde Restauration, c’est sous Louis-Philippe, par ordonnance datée du 10 février 1831, qu'elle est définitivement supprimée.

## Caractéristiques

### Rubans

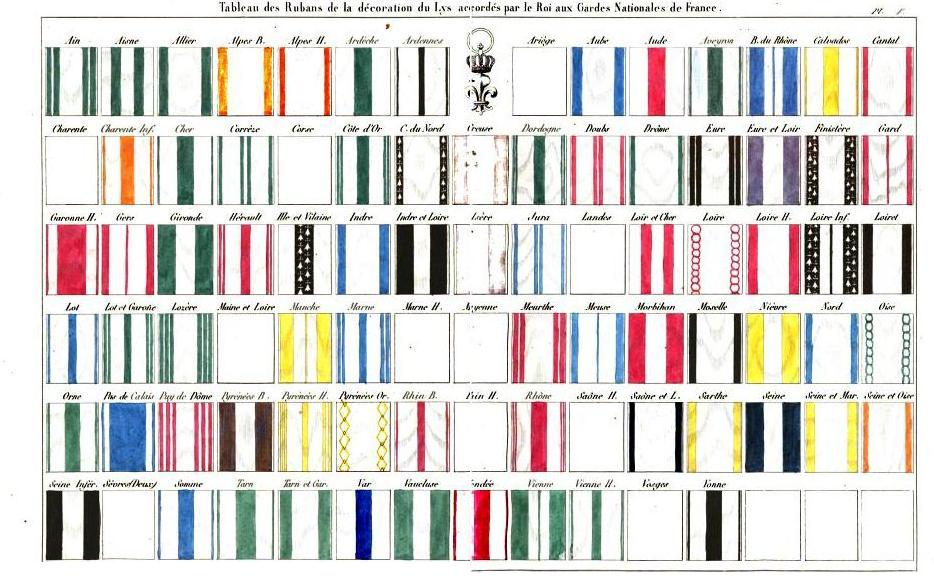
Tableau récapitulatif des rubans de la Décoration du Lys par départements.

- Ordonnance du 26 avril 1814 : un simple ruban blanc.
- Ordonnance du 9 mai 1814 : un ruban blanc moiré avec une rosette blanche ; pour distinguer la garde nationale de Paris, les armes de la capitale pourront être brodées ou brochées sur le ruban.
- Ordonnance du 5 août 1814 : le ruban de la Garde nationale de Paris devint blanc avec, sur chaque bord, un liseré bleu de 2 mm.
- Ordonnance du 5 février 1816 : les gardes nationales départementales portèrent la décoration du Lys suspendue à un ruban spécifique à chaque département. Sur les 86 départements du royaume, seuls 12 conservèrent le ruban blanc d'origine.

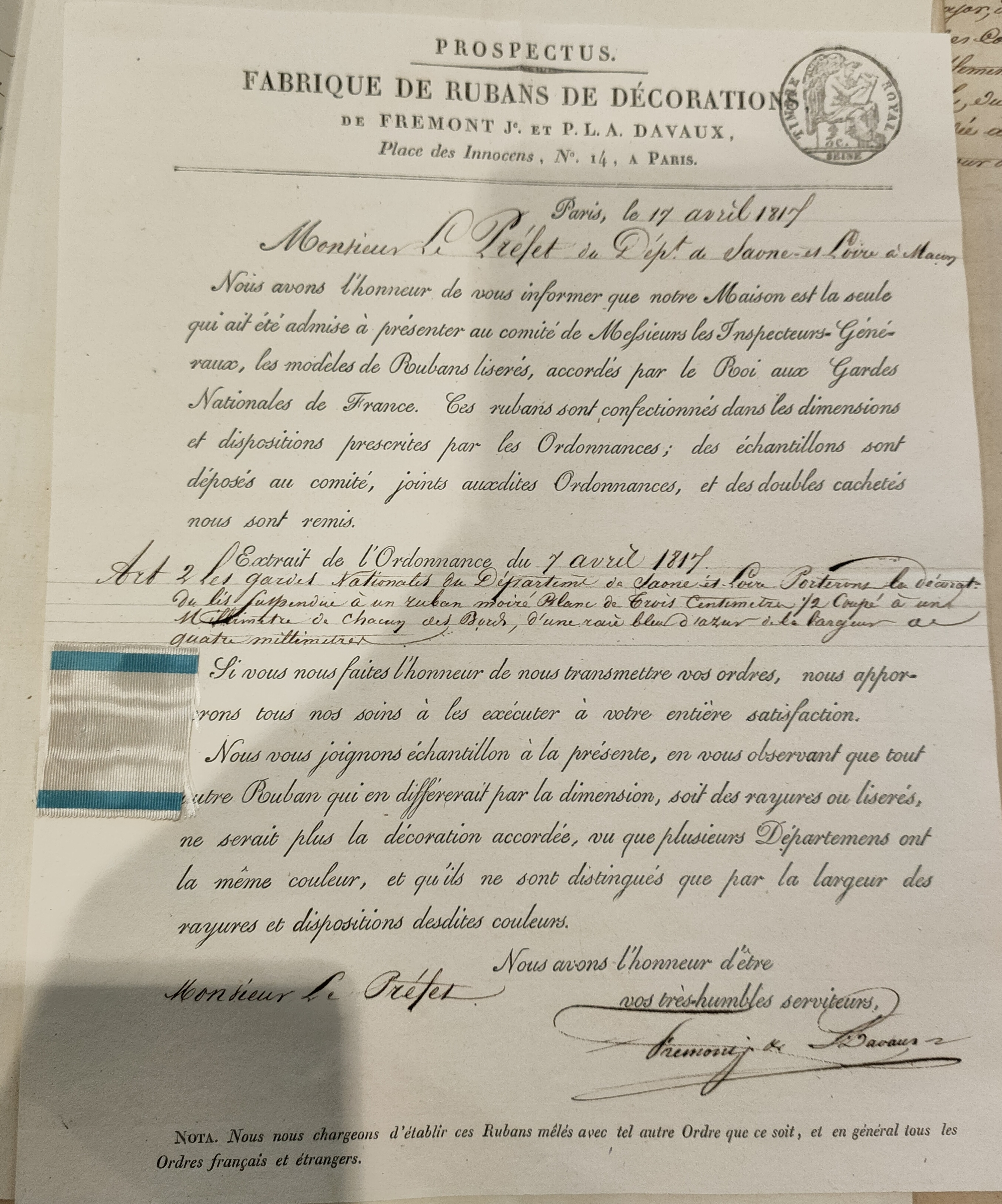
Prospectus fabrique de rubans de décoration

- La largeur du ruban est de 35 mm.

### Agrafes
- Ordonnance du 9 mai 1814 : le roi autorise, sur la tenue civile, le port d'un simple ruban blanc, quelquefois surchargé d'une agrafe, généralement en argent mais parfois en or, surmontée d'une fleur de lys, souvent couronnée et parfois encadrée par deux branches de laurier. Il en existe aussi avec une croix du Lys.

Certaines agrafes portaient l'inscription Gage de la paix- Vive le Roi. Ces agrafes sont parfois portées sur le ruban de la Légion d'honneur.

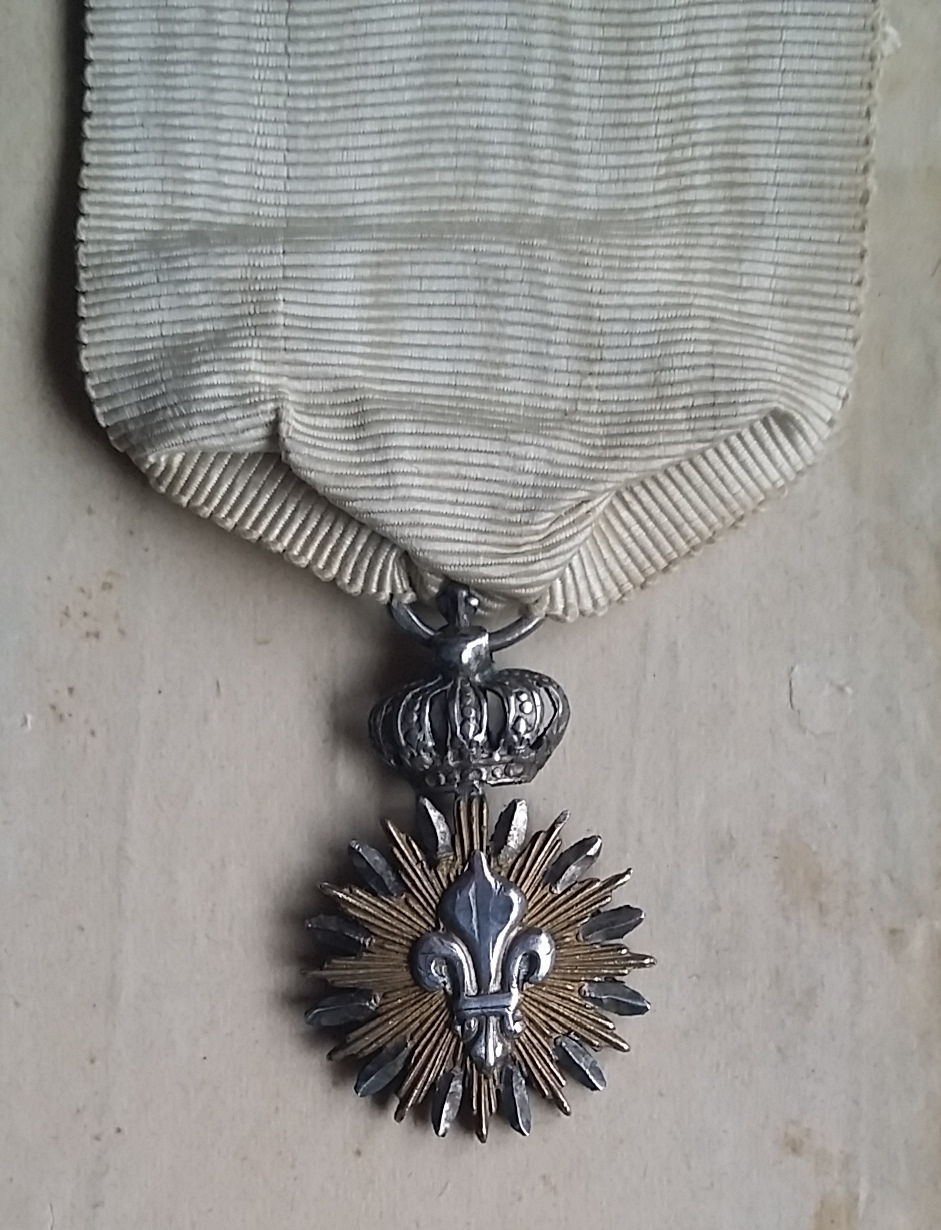
Décoration du Lys sur fond de soleil rayonnant
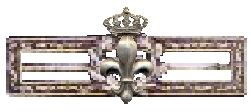
Exemple d'agrafe
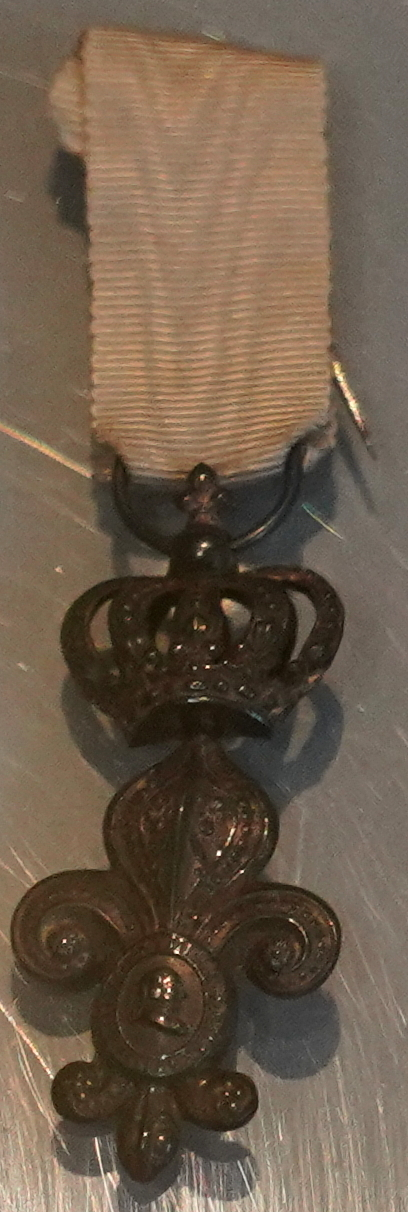
Décoration du lys avec médaillon central représentant Louis XVIII
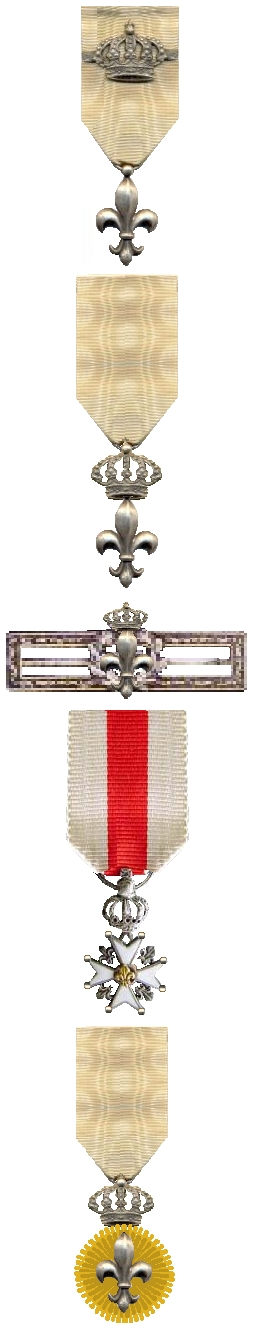
Différents modèles de la Décoration du Lys
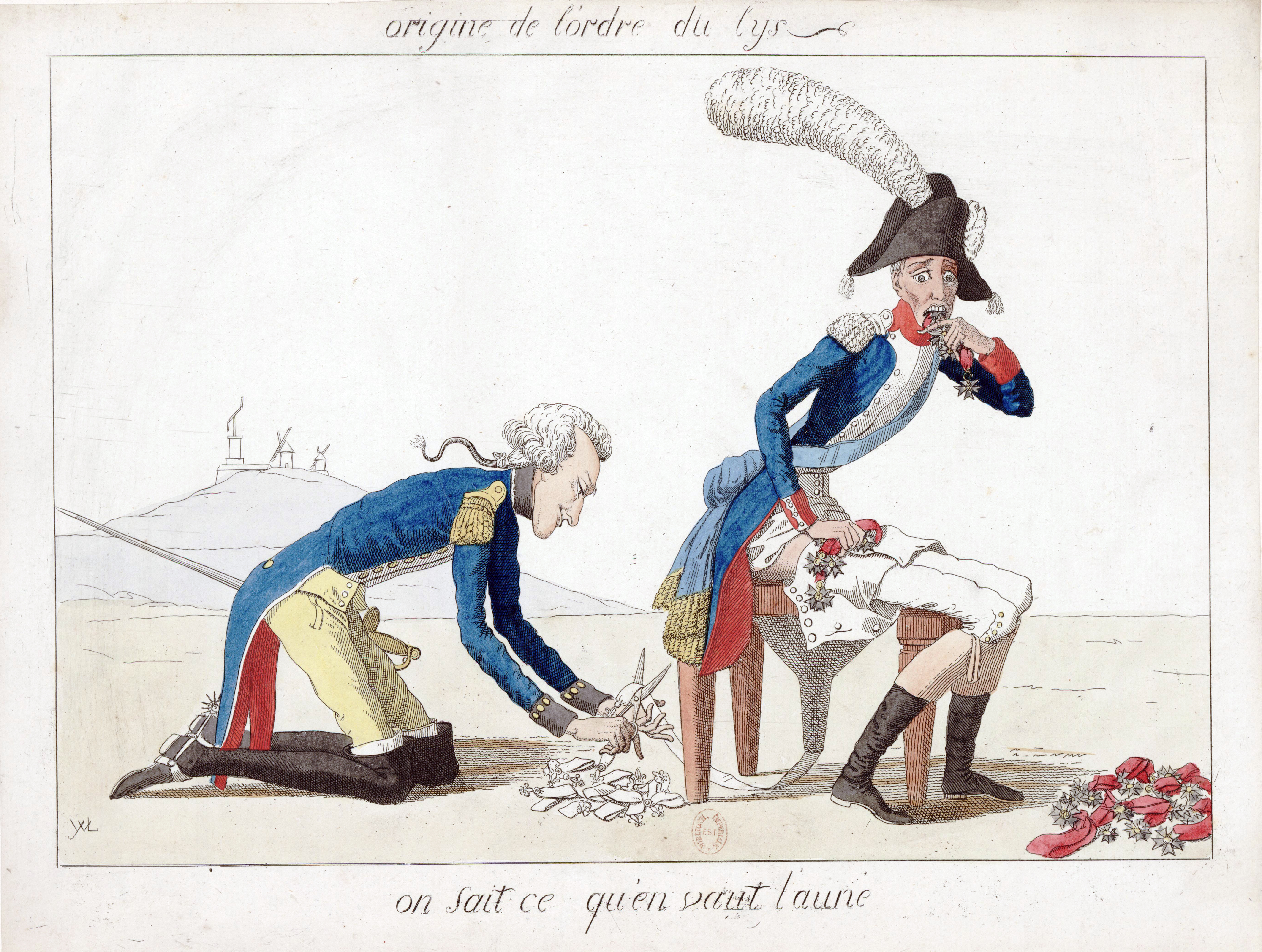
« Origine de l'ordre du lys. On sait ce qu'en vaut l'aune ». Caricature du comte d'Artois, 1815

### Insignes
- Ordonnance du 26 avril 1814 : une simple fleur de lys en argent.
- Ordonnance du 9 mai 1814 : une fleur de lys en argent surmontée de la couronne royale.
- Règlement du 31 août 1816 : à la suite des abus trop nombreux de port d'insigne la plupart du temps fantaisiste, le comte d’Artois fixe les règles définitives du port de la Décoration du Lys.
- 5 mai 1824 : le Grand chancelier de la Légion d’honneur rappelle notamment que « La Décoration du Lys ayant fourni le prétexte à une multitude d’abus, le Roi en a donné la surveillance au Grand chancelier. Il rappelle donc ici que cette décoration ne doit être qu’une simple fleur de lys en argent suspendue à un ruban blanc ou de couleurs diversement réglées pour chacun des départements du royaume. (...) La manie des rubans et des décorations, la cupidité de quelques bijoutiers, les fantaisies et les caprices, en ont fait imaginer et fabriquer de diverses formes, imitant les ordres royaux ou étrangers. On ne doit porter le ruban que d’un seul département et la simple fleur de lys primitivement établie ; toutes les autres sont abolies et doivent disparaître. »
- Insignes en or Beaucoup pensent que les insignes avec couronne or, ont été donnés par le roi. C'est faux, il s'agit d'une confusion avec la Décoration de la fleur du lys en or (attestée dès juillet 1814) [1] et de la Décoration de la Fidélité en or (février 1816) [2]. Ces deux insignes sont extrêmement rares. Les insignes partiellement en or ou en vermeil ne sont que le reflet de l'enthousiasme ou cupidité du décoré. En effet, le roi ayant interdit les Croix du Lys, il est déraisonnable de croire qu'il ait pu en distribuer. Par extension, les second modèles de la Décoration du Lys avec couronne en or le sont aussi.[réf. nécessaire]

## Existe-t-il un ordre du Lys?

### Une simple décoration sous la Restauration
La Décoration du Lys, et les Croix du Lys, sont souvent appelées, à tort, « ordre du Lys ». Cette erreur, très répandue, a plusieurs origines.
Tout d’abord, le comte d’Artois voulut faire de sa récente Décoration, un ordre, mais cela lui a été rapidement refusé par la Chambre.
Ensuite, devant l’importance des nominations, à partir de 1824, elles furent contrôlées par la grande chancellerie de la Légion d’honneur. Certains collectionneurs ont alors voulut croire que cela en faisait un Ordre Français. Toutefois, il n’y a jamais eu, ni grand maître, ni chancellerie spécifique, ni réunion des décorés. Elle n'a jamais été notifiée dans les documents officiels sous la désignation d'ordre. Aucun des diplômes, brevets et lettres de nomination ne mentionne Ordre du Lys, toujours Décoration du Lys ou Décoration de la Fleur de lys.

### Ordre dynastique légitimiste
Henri d'Artois, Henri V pour les royalistes, distribua des décorations du Lys d'un modèle spécifique.
Jacques de Bourbon (1870-1931), prétendant au trône de France, s’est déclaré Grand maître de l'ordre du Lys (1909). Il est probable que les modèles assez grands et poinçonnés à la tête de sanglier, datent de cette période ; à moins qu’ils ne datent des rééditions du Second Empire ou de la troisième Restauration avortée.

## Décoration de la Fidélité
En 1816, les gardes nationaux qui étaient en service à Paris en 1815 reçurent la décoration de la Fidélité, à ne pas confondre avec l’Ordre de la Fidélité, qui n’a jamais vu le jour et est devenu la médaille de la Fidélité, dite de Gand.
Certains exemplaires sont en or. Ils étaient accordés par le roi, à la demande du comte d’Artois. Ces modèles participent à la confusion de certains, que les Décorations et Croix du Lys avec couronne en or, auraient été données par le roi.

## Collection
Bien que la décoration du Lys ait été largement distribuée sous la Restauration (40 à 50 000), les exemplaires intacts sont finalement difficiles à trouver, notamment à cause du ruban dont la soie s'est souvent détériorée. Beaucoup d'exemplaires en vente ont un ruban en soie neuf, voire en rayonne.[réf. nécessaire]